# Циганська мова
Цига́нська мо́ва (також ромська мова, самоназва романі, романі чіб, романес) — мова циганів, відноситься до індоарійської групи індоєвропейських мов. Крім циган, індоарійськими мовами спілкуються мешканці сучасних Індії, Пакистану, Бангладеш та інших сусідніх країн. Циганська мова ― єдина європейська і також балканська мова індійського походження.

## Загальні відомості

### Історія
Етнічні групи, що говорять циганською мовою, залишили Індію в різні часи, починаючи від середини 1-го тисячоліття н. е., та поширилися Передньою Азією та Європою, а також потрапили до Північної Америки, Австралії, Нової Зеландії. Перші письмові згадки про циган на території сучасної Україні датовані XV ст. На терени сучасних українських земель цигани потрапили з князівств Валахії та Молдови.

### Поширеність

Поширеність циганської мови як рідної серед циган України за переписом 2001 р.

Число носіїв циганської мови точно не встановлене (зазвичай їх нараховують від 1 до 5 млн осіб). Лише за переписом, який проводили в Україні, можна приблизно казати про число носіїв циганської мови.

### Характеристика
Розвиваючись в іншомовному середовищі, циганська мова зберегла індоарійський лексичний фонд та низку рис структурної спільності з центральними та північно-західними індоарійськими мовами.
Визначальні фонетичні риси: оглушення індоарійських дзвінких аспірат (gh > kh, dh > th, bh > ph); послаблення аспірації (ch > c, th > t, bh > b); децеребралізація (ṭ > r, ḍ > r, ḍh > r, ṣ > s, ṣt > śt) тощо.
Визначальні морфологічні риси: заміна флективних форм іменників аглютинативними при збереженні протиставлення загального непрямого відмінка (непрямої основи) прямому; відсутність в іменників на позначення неістот форм знахідного та місцевого відмінків.
Тривале перебування циганів на Балканському півострові на їхньому шляху в Європу й далі відбилося у проникненні до циганської мови деяких рис, притаманних балканським мовам: артикля, форм вираження інфінітива тощо.
Сучасна циганська мова розпадається на численні діалекти, котрі більше чи менше підпали під лексичний, а також фонетичний, морфологічний і синтаксичний вплив тих мов, на теренах поширення яких живуть цигани. Велику роль при цьому відіграла циганська двомовність (використання циганської в побуті, у спілкуванні між собою та в пісенному фольклорі, а в інших випадках — мови оточення).
Поза межами системи циганської мови лишаються споріднені з нею діалекти етнічних груп, що не пройшли через Балкани й Центральну Європу (боша — у Вірменії, банджара, дом, ламбаді, ганголі, сансі тощо — в Індії).

### Термін «ромська мова»
Термін «ромська мова» вживається замість терміна «циганська мова» в документах Кабінету міністрів України, окремих міністерств та на правозахисних, громадських і освітніх ресурсах. Згідно з дослідженнями, у суспільній сфері України етнонім-неологізм «роми», утворений шляхом запозичення із застосуванням правил відмінювання українською мовою, впродовж останнього десятиліття почав конкурувати й навіть замінювати етнонім цигани. Водночас у словниках, художній літературі та в розмовній мові переважає традиційний для української мови термін цигани, який активісти — представники ромської меншини вважають пейоративним, дискримінаційним та принизливим. Через це виникали скандали на офіційних заходах, де учасники-роми протестували проти називання їх «циганами», мотивуючи це тим, що використання слова «роми» замість «циган» прийнято Радою Європи і це стало загальноєвропейською практикою, необхідною для запровадження також і в Україні.

## Циганські діалекти України

Циганські діалекти України

- Балканська група
  - Кримський діалект
- Нововолоська група
  - Келдарарський діалект
  - Кишиньовський діалект
  - Ловарський діалект
  - Підвиноградівський діалект
  - Рахівський діалект[20]
- Північна група
  - Рускоромський діалект
- Староволоська група
  - Влахицький діалект
  - Сервицький діалект
- Центральна група
  - Плащунський діалект
  - Східно-словацький діалект

## Писемність
Циганська мова була виключно розмовною аж до кінця ХІХ століття. Циганська мова має писемність, створену на основі латинського та кириличного алфавітів.
Циганська абетка діалекту російських циганів
| А а | Б б | В в | Г г | Ґ ґ | Д д | Е е | Ё ё |
| Ж ж | З з | И и | Й й | К к | Л л | М м | Н н |
| О о | П п | Р р | С с | Т т | У у | Ф ф | Х х |
| Ц ц | Ч ч | Ш ш | Ы ы | Ь ь | Э э | Ю ю | Я я |

Циганська абетка келдерарського діалекту
| А а | Б б   | В в | Г г   | Ғ ғ   | Д д | Е е   | Ё ё | Ж ж |
| З з | И и   | Й й | К к   | Кх кх | Л л | М м   | Н н | О о |
| П п | Пх пх | Р р | Рр рр | С с   | Т т | Тх тх | У у | Ф ф |
| Х х | Ц ц   | Ч ч | Ш ш   | Ы ы   | Ь ь | Э э   | Ю ю | Я я |

Циганська абетка, яка використовується в Сербії
| А а   | Б б | В в   | Г г   | Д д   | Ђ ђ | Е е   | Ж ж   | З з |
| И и   | Ј ј | К к   | Кх кх | Л л   | Љ љ | М м   | Н н   | Њ њ |
| О о   | П п | Пх пх | Р р   | Рр рр | С с | Т т   | Тх тх | Ћ ћ |
| Ћх ћх | У у | Ф ф   | Х х   | Ц ц   | Ч ч | Чх чх | Џ џ   | Ш ш |
| Ъ ъ   |     |       |       |       |     |       |       |     |

## Навчання в Україні
У 2016 році Колегією МОН України затверджена програма ромської мови для початкових класів загальноосвітніх навчальних закладів з українською мовою навчання. Програма визначає цілі та зміст навчання літературного варіанта рідної мови учнів — носіїв різних ромських діалектів і говірок (ловарського, келдерарського, сервського, урсарського, кримського тощо). Головною метою навчання ромської мови (романí) є формування початкового рівня комунікативної компетентності, необхідної для мовленнєвої практики школярів рідною мовою та її дальшого вивчення як предмета у середній і старшій школах.
Є також розроблені відеоуроки з українськими субтитрами азів ромської мови (сервіцького діалекту) для всіх охочих.

## «Заповіт»Тараса Шевченкациганською мовою
Перекладач: Мануш Лекса (Бєлугін Олександр Дмитрович; 1942—1997) — циганський поет, фольклорист і мовознавець.
Мангипэ́н
Сыр мэра́ва, гаравэ́н ман
Прэ да пла́й чярья́са.
Машкир ма́л буглы́ ачя́ва
Мэ́ Украина́са.
Тэ дыкха́ва учипна́стыр
Вэ́ш, маля́ лэня́са, Тэ шуна́ва, сыр праста́ла
Мро Днипро́ зорья́са.
Сыр лыджя́ла ра́т рувэ́нгро
Кри́г Украина́тыр,—
Одова́ дывэ́с мэ джя́ва
Ду́р камлэ́ рига́тыр.
Ачява́ва ла… ушта́ва, Ко дэвэ́л урня́ва, Тэ-манга́в лэс… Акана́
Дэвлэ́с мэ на джина́ва.
Гаравэ́н ман, тэ чянгэ́ндыр
Сы́р упрэ́ уштэ́на, Састэра́ чюрдэ́н вастэ́ндыр,—
Кха́м тэ ба́хт дыкхэ́на.
Дрэ ири́ бари́ пшалэ́нгри, Статькирды́ кхамэ́са, На бистрэ́н тэ-рипирэ́н ман
Э лаче́ лавэ́са.

## Цікаві факти
- Циганську мову опанував Михайло Коцюбинський[27].